# 海老屋總本舗
海老屋総本舗（えびやそうほんぽ）は、東京都墨田区吾妻橋にあった佃煮屋。正式商号は株式会海老屋総本舗（Ebiya Confectionery Co., Ltd.）。

## 概要
- 明治2年（1869年）に初代川北三郎兵衛が大川橋（現吾妻橋）のたもとに創業。初代川北三郎兵衛は元伊勢の武士であった。小えびを殻のままつけ焼きにした「海老鬼がら焼」を考案した。
- 戦後に「たらこ佃煮」「細切昆布」を考案し、代表的商品として有名であった。
- 1986年7月期には約18億3000万円の売り上げがあったが、2010年代後半には約3億円にまで売上高が落ち込んだ[1]。この時期から債務超過に陥るなどして財務状況が悪化したため[1][2]、2024年1月に本社を墨田区両国に移転した[1]。
- 2025年3月25日に一部の販売先に対して、営業を停止する旨の通告を行い、翌3月26日に全店舗が休業[1][2]。同年8月6日に東京地方裁判所から破産手続開始決定を受けた[1][2]。

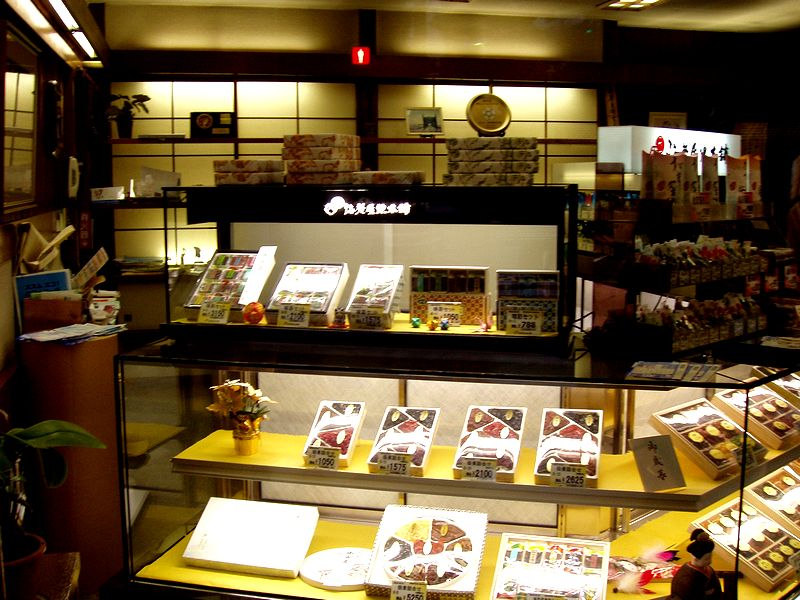
海老屋総本舗の店内（2007年12月11日撮影）
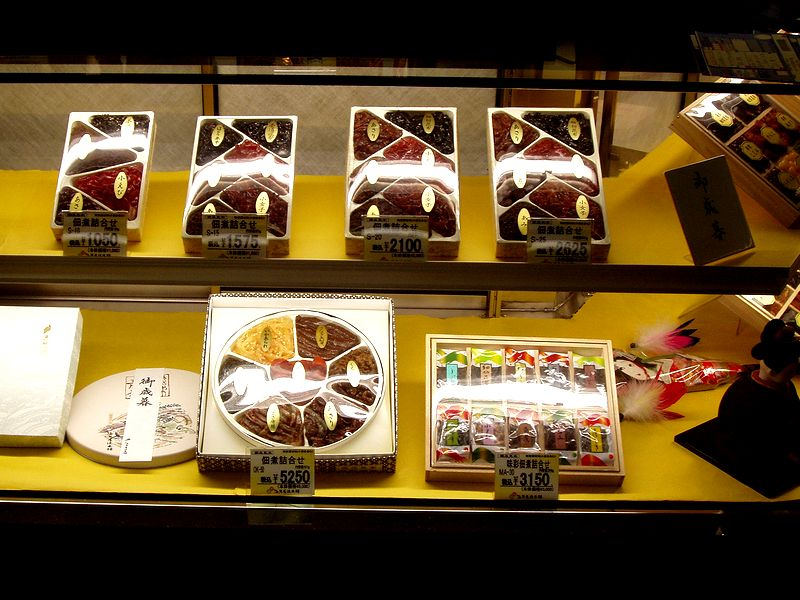
海老屋総本舗の店内の商品（2007年12月11日撮影）